# Diazoniumverbinding

Fenyldiazonium-kation

Diazoniumverbindingen of diazoniumzouten zijn een groep organische verbindingen die de functionele groep R-N2+ gemeenschappelijk hebben. R kan hierbij bijna elke organische groep (alkyl of aryl) zijn. Als tegenion treedt doorgaans een anorganisch anion, zoals een halogenide of tetrafluorboraat, op. Historisch gezien zijn de diazoniumzouten belangrijk in de organische synthese van kleurstoffen.

## Synthese
Veruit de belangrijkste synthetische route naar diazoniumzouten wordt gevormd door de behandeling van aromatische amines zoals aniline, met natriumnitriet in aanwezigheid van een anorganisch zuur. In waterige oplossingen zijn de zouten niet stabiel bij temperaturen boven 5 °C. Diazoniumzouten kunnen als tetrafluorboraten geïsoleerd worden. De watervrije tetrafluorboraten zijn bij kamertemperatuur stabiel. De meest gebruikelijke manier van verder werken bestaat echter uit het toevoegen van een verbinding die met het diazoniumzout kan reageren. De vorming van diazoniumzouten wordt ook wel diazoteren genoemd. Deze reactie is in 1858 ontdekt door Peter Griess, die ook een groot aantal van de volgreacties onderzocht heeft.

## Reacties van diazoniumzouten
- De belangrijkste reactie van aromatische diazoniumzouten is de zogenaamde diazoniumkoppeling met anilines en fenolen tot diazo-kleurstoffen. De reactie verloopt via een elektrofiele aromatische substitutie. Het diazoniumzout is daarbij het elektrofiel.
- Verschillende nucleofiele aromatische substituties waarbij de azoniumgroep vervangen wordt:
  - De Schiemann-reactie waarbij met behulp van tetrafluorboraat de azoniumgroep door fluor vervangen wordt.
  - Hydrolyse van de azoniumgroep creëert alcoholen
  - De vervanging van de N2-groep door een halogenide (bijvoorbeeld chloride) of cyanide, aangeleverd als koper(I)-zout. Deze reactie is bekend als de Sandmeyer-reactie:[1]

{\displaystyle {\ce {C6H5N2^+ + CuCl -> C6H5Cl + N2 + Cu^+}}}

## Toepassingen
De eerste toepassing van diazoniumzouten bestond in de bereiding van watervast gekleurde stoffen. Door de stof eerste in een oplossing van het diazoniumzout te dompelen, en vervolgens in een oplossing van de tweede component.
Diazoniumzouten zijn lichtgevoelig en worden door UV-licht afgebroken. Dit maakt de stoffen geschikt als kleurstof in kleurkopiëren. Na belichting (via een negatief) wordt het resterende diazoniumzout tot een azokleurstof gekoppeld.

## In nanotechnologie
Een nanotechnologische toepassing is gevonden in het gebruik van 4-chloorbenzeendiazoniumtetrafluorboraat bij het functionaliseren van enkelwandige nanotubes
Nanotubes hebben de neiging erg snel aan elkaar te hechten. Dit vormt een groot praktisch probleem in het onderzoek van deze structuren. Door de nanotubes 15 minuten in een mortier met vijzel te verwrijven met kaliumcarbonaat en het diazoniumzout wordt een deel van de koolstofatomen in de nanotube voorzien van een chloorfenyl-substituent.
Silicium voor gebruik in micro-elektronica kan gefunctionaliseerd worden met een monomoleculaire aryl-laag.:
Op dezelfde manier kunnen arylgroepen op sommige metalen gezet worden (ijzer, kobalt, nikkel, platina, palladium, zink, koper en goud).